# 16761 Hertz
16761 Hertz (1996 TE8) là một tiểu hành tinh vành đai chính được phát hiện ngày 3 tháng 10 năm 1996 bởi V. Goretti ở Pianoro.